# Mariano Moreno García
Pour les articles homonymes, voir Moreno.
Mariano Moreno García, né en 1865 à Miraflores de la Sierra (Communauté de Madrid) et mort en 1925 à Madrid est un photographe espagnol.

## Archive Moreno
Cette archive (Archivo Moreno) a été créée entre 1893 et 1954 par Mariano Moreno et son fils Vicente Moreno Díaz (Madrid, 1894-1954). Elle s'appelait à l'époque Archive de l'art espagnol (Archivo de Arte Español).
C'est une des archives photographiques sur le patrimoine culturel espagnol les plus importantes d'Espagne.
L'œuvre des deux photographes se caractérisent par une grande qualité technique qui, ajouté à sa sensibilité esthétique, donne aux images une valeur artistique certaine.
L'archive compte plus de 60 000 plaques photographiques de divers formats et supports (verre, plastique) qui reproduisent des œuvres d'art et de monuments de tout le territoire espagnol et plus précisément de Madrid.
L'archive est située dans les locaux de l'Institut du patrimoine culturel d'Espagne.